# Dark Days in Paradise
Dark Days In Paradise är ett studioalbum av den brittiske blues- och rockartisten Gary Moore, utgivet 1997. Albumet har en tydlig Rock och Popkaraktär. 

## Låtlista
1. One Good Reason - 3:02 (Gary Moore)
2. Cold Wind Blows - 5:26 (Gary Moore)
3. I Have Found My Love In You - 4:53 (Gary Moore)
4. One Fine Day - 4:57 (Gary Moore)
5. Like Angels - 7:32 (Gary Moore)
6. What Are We Here For - 5:43 (Gary Moore)
7. Always There For You - 4:33 (Gary Moore)
8. Afraid Of Tomorrow - 6:39 (Gary Moore)
9. Where Did We Go Wrong - 6:39 (Gary Moore)
10. Business As Usual - 13:34 (Gary Moore)
11. Dark Days In Paradise - The Hidden Track - 3:28 (Gary Moore)
12. Burning In Our Hearts - 6:01 (Gary Moore) - Från One Good Reason CD-Singel VSCDT 1632 :Bonusspår på 2003 års digitally remastered edition
13. There Must Be A Way - 4:04 (Gary Moore) - Från One Good Reason CD-Singel VSCDT 1632 :Bonusspår på 2003 års digitally remastered edition

Bonusspår 12 och 13 var tidigare utgivna som CD-singelspår från första CD-Singel-releasen Från Albumet Dark Days In Paradise
Första CD-Singel-releasen Från Albumet Dark Days In Paradise
One Good Reason CD-Singel VSCDT 1632 - 7243 8 94233 2 7
1. One Good Reason - 3:02 (Gary Moore) - Från Albumet
2. Burning in Our Hearts - 6:01 (Gary Moore)
3. There Must Be a Way - 4:04 (Gary Moore)
4. Beasts Of Burden - 6:37 (Gary Moore) - Endast Släppt På Denna CD-Singel

Andra CD-Singel-releasen Från Albumet Dark Days In Paradise ( European Version )
I Have Found My Love In You CD-Singel VSCDG 1640 - 7243 8 94279 2 9 
Ännu ett försök från skivbolagets sida att tjäna lite extra pengar på detta sätt genom att ge ut en helt meningslös singel-version av denna singel istället för brittiska versionen, med samma bonuslåtar som var med på första CD-singeln One Good Reason.
1. I Have Found My Love In You - 4:18 (Gary Moore) - Från Albumet ( Edit Version )
2. Burning in Our Hearts - 6:01 (Gary Moore)
3. There Must Be a Way - 4:04 (Gary Moore)
4. Beasts Of Burden - 6:37 (Gary Moore) - Endast Släppt På Denna CD-Singel

Tredje CD-Singel-releasen Från Albumet Dark Days In Paradise ( UK Version )
I Have Found My Love In You CD-Singel VSCDT 1640 - 7243 8 94336 2 3
1. I Have Found My Love In You - 4:18 (Gary Moore) - Från Albumet ( Edit Version )
2. All The Way From Africa - 9:57 (Gary Moore) - Endast Släppt På Denna CD-Singel
3. My Foolish Pride - 5:02 (Gary Moore) - Endast Släppt På Denna CD-Singel

Fjärde CD-Singel-releasen Från Albumet Dark Days In Paradise
Gary Moore VS Professor Stretch - Always There For You CD-Singel VSCDT 1674 - 7243 8 94696 2 2
1. Always There For You - 4:19 (Gary Moore) - Ny Version Av Albumversionen - Endast Släppt På Denna CD-Singel
2. Rhythm Of Our Lives - Stretch Mix - 6:07 (Gary Moore / Shortman) - Endast Släppt På Denna CD-Singel
3. Rhythm Of Our Lives - Garys Mix - 4:50 (Gary Moore / Shortman) - Endast Släppt På Denna CD-Singel

## Medverkande
- Gary Moore – gitarr, sång
- Magnus Fiennes – Klaviatur, programmering
- Gary Husband – Trummor
- Dee Lewis – bakgrundssång
- Phil Nicholas – klaviatur, programmering
- Guy Pratt – bas

### Fotnoter
Mall:Gary Moore